# Egér-lyuk (Szögliget)
Az Egér-lyuk az Aggteleki Nemzeti Park területén található egyik barlang. A barlang az Aggteleki-karszt és a Szlovák-karszt többi barlangjával együtt 1995 óta a világörökség része.

## Leírás
A Szögligetről Derenkre tartó műút mellett, Szögliget belterületétől 2,95 kilométerre, egy jellegzetes, maga fölé forduló szerpentinkanyar után, attól 500 méterre, egy enyhén, de teljesen balra, nyugatra forduló kanyarban, az úttól északra, jobbra, 35 méter magasan, a néha aktív forrás felett, a sziklák között nyílik. Szögliget központjától északra, Derenken, Szádvártól nyugat–északnyugatra, 285°-ra, 500 méterre, hegyoldalban, sziklakibúvásban, erdőben van a háromszög alakú, természetes jellegű, 70 centiméter széles, 1,1 méter magas, vízszintes tengelyirányú bejárata. Csak közelről vehető észre. Néhány turistatérkép jelöli a helyét barlangjellel. A Szádvári-barlangtól jobbra, keletre, 44 méterre helyezkedik el.
Felső triász hallstatti mészkőben alakult ki. Az inaktív forrásbarlang tektonikus repedések mentén, a kifolyó víz hatására jött létre. A vízszintes jellegű barlang jellemző szelvénytípusa a hasadék szelvény és az alagút szelvény. Az elágazó térformájú üreg átlagosan 0,5–1 méter széles és 1–2 méter magas. A járatok falát gyakran díszítik kis cseppkőképződmények, cseppkőlefolyások, cseppkőbekérgezések. Meander, gömbfülke, szinlő, csorga és breccsazóna is megfigyelhető. Csontmaradványok voltak a kitermelt aljzati kitöltésben. A keskeny hasadékjáratot a belsőbb szakaszokon néhány helyen egy cseppköves álfenékszint osztja ketté, amiből a barlang szakaszos aktivitására lehet következtetni. Bontás eredményeként lett ismert járatainak legtöbbje.
Denevérek és egyéb emlősök gyakran előfordulnak benne. A legnagyobb vízszintes kiterjedése 55,2 méter. A meredek terepen, nehezen megközelíthető, lezáratlan, könnyen, barlangjáró alapfelszereléssel járható barlang szabadon látogatható.
Előfordul a barlang az irodalomban Egérluk barlang (Kovács 1996) és Egérlyuk (Kovács 1994) neveken is. 1998-ban volt először Egér-lyuknak nevezve a barlang az irodalmában.

## Kutatástörténet
Az 1984-ben megjelent, Magyarország barlangjai című könyvben nincs említve a barlang neve, az országos barlanglistában sem. 1994-ben a Vass Imre Barlangkutató Csoport fedezte fel terepbejárás során a barlang ember által nem járható méretű, szűk bejárati részét. 1995-ben a csoport kb. 25–30 m hosszig bontotta ki a barlangot. Ebben az évben a csoport tagjai kis csillepályát építettek a vízszintes barlangba, hogy az üledékkel majdnem teljesen kitöltött járat feltárását megkönnyítsék. Emiatt egy kis létszámú csoport is hatékonyan tudott a járatban dolgozni. A barlang 1995 óta az Aggteleki-karszt és a Szlovák-karszt többi barlangjával együtt a világörökség része.
1998. december 2-án Nyerges Attila, Szabó Lénárd és Szabó Zoltán készítették el a barlang alaprajz térképét és 10 keresztmetszet térképét. Az alaprajz térképen látható a 10 keresztmetszet elhelyezkedése a barlangban. A felmérés alapján a barlang 365 m tengerszint feletti magasságban nyílik, 120 m hosszú és 8 m magas. A barlang 1998-ban készült nyilvántartólapja szerint az Alsó-hegy Ny-i részén található Egér-lyuk 102,8 m hosszú, 6,14 m függőleges kiterjedésű, 5,6 m magas és 0,54 m mély. 34 m hosszú, „L” vasból készült, bontáshoz használt sín és kb. 40 m telefondrót van benne.
Az Alsó-hegy karsztjelenségeiről szóló, 2019-ben kiadott könyvben az olvasható, hogy az Egér-lyuk 120 m hosszú és 5 m mély. A barlang azonosító számai: Szlovákiában 051, Magyarországon 5451/18. A könyvben publikálva lettek a barlang 1998-ban készült térképei. A barlangot 1998-ban Nyerges Attila, Szabó Lénárd és Szabó Zoltán mérték fel, majd 1998-ban ők a felmérés alapján megrajzolták a barlang térképeit. A térképeket 2016-ban Luděk Vlk digitalizálta. A kiadványhoz mellékelve lett az Alsó-hegy részletes térképe. A térképet Luděk Vlk, Mojmír Záviška, Ctirad Piskač, Jiřina Novotná, Miloš Novotný és Martin Mandel készítették. A térképen, amelyen fekete ponttal vannak jelölve a barlangok és a zsombolyok, látható az Egér-lyuk (5451/18, 051) földrajzi elhelyezkedése.